# Erythemis haematogastra
Erythemis haematogastra é uma libélula neotropical da família Libellulidae descrita originalmente por Hermann Burmeister em 1839. Pertence ao maior grupo de libélulas, caracterizado por espécies de porte médio a grande, voo rápido e atividade predatória intensa. Está listada como Pouco Preocupante na IUCN Red List devido à ampla distribuição e estabilidade populacional.

## Descrição morfológica
O macho apresenta abdome vermelho vivo com os primeiros segmentos basais ventralmente mais protuberantes, distinguindo‐se de espécies semelhantes, como Rhodopygia hollandi, pela forma mais dilatada dos segmentos abdominais basais e pelo padrão da mancha marrom clara na base das asas posteriores. A fêmea distingue‐se pela lâmina vulvar projetada em ângulo oblíquo ao abdome, enquanto ambas exibem número uniforme de células entre Rs e R1p1 nas asas e o arculus posicionado entre o primeiro e o segundo nervulo antenodal.

## Distribuição e habitat
E. haematogastra distribui‐se desde o sul da Flórida e Texas (EUA), passando por México, América Central e Caribe (Cuba, Jamaica, Porto Rico) até o norte da Argentina. No Brasil, registra‐se em Mato Grosso, Pará e Maranhão, onde habita margens de rios de fluxo lento, lagoas e brejos temporários. Também ocorre em regiões da Guatemala e Suriname. A espécie é relativamente comum em ambientes lenticos e semilênticos.

## Biologia e ecologia
E. haematogastra é predador voraz, capturando insetos de até seu próprio tamanho em voo livre. Realiza patrulha aérea sobre a superfície da água e repousa em vegetação emergente, auxiliando no controle de populações de insetos aquáticos.

## Estado de conservação
Avaliada como Pouco Preocupante pela IUCN, sem indícios de declínio populacional ou ameaças significativas.